# Cladochaeta hermani
Cladochaeta hermani är en tvåvingeart som beskrevs av David Grimaldi och Nguyen 1999. Cladochaeta hermani ingår i släktet Cladochaeta och familjen daggflugor.
Artens utbredningsområde är Nicaragua. Inga underarter finns listade i Catalogue of Life.